# Haus Sachsener Schacht
Der Haus Sachsener Schacht war zunächst ein Schacht des Bergwerks Haus Sachsen und später von der Grube Neuer St. Joachim zwischen Clausthal-Zellerfeld und Wildemann im Oberharz.

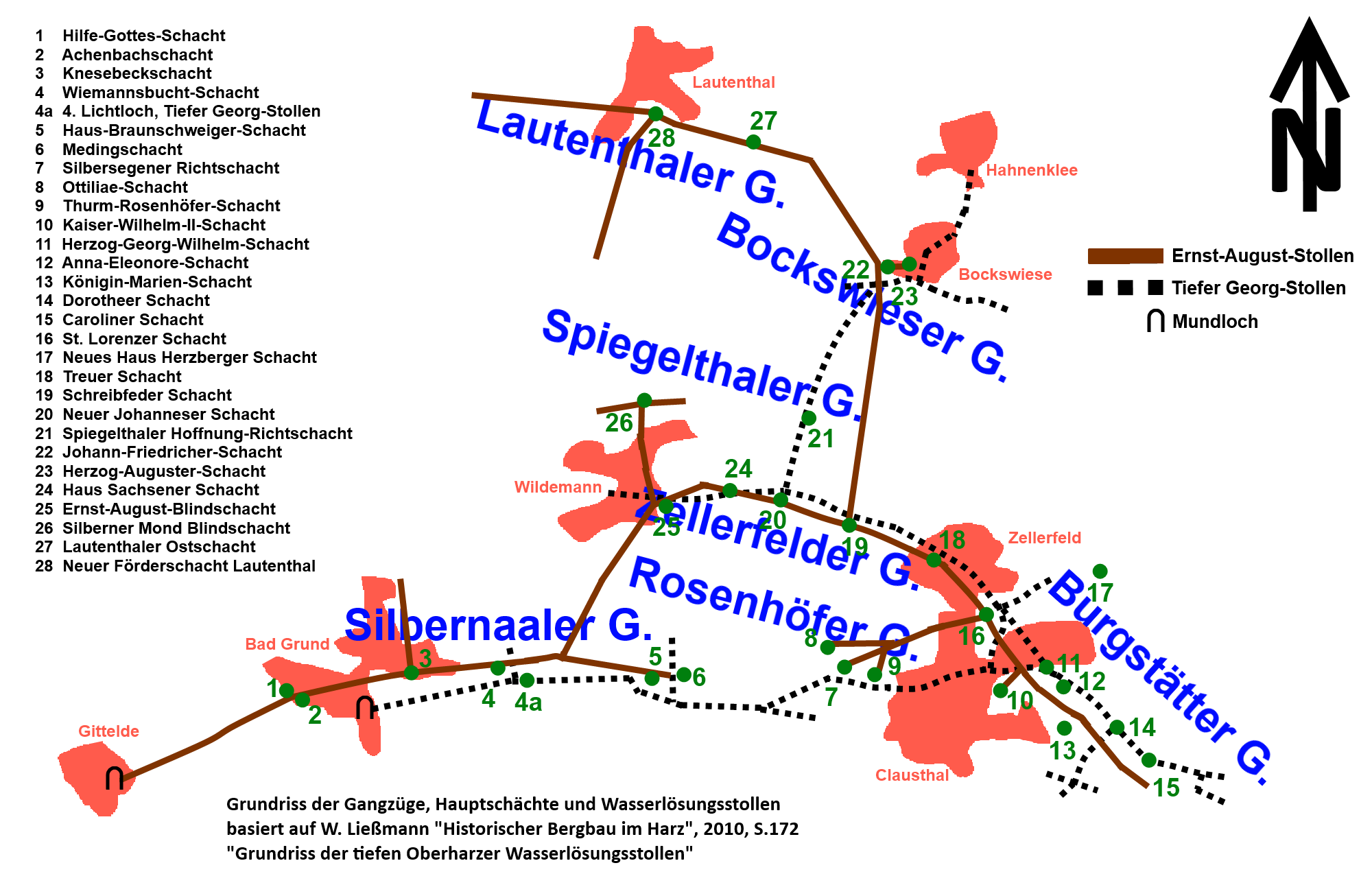
Grundriss mit der Lage des Haus Sachsener Schachtes (Nr. 24)

## Geschichte
Der Schacht entstand aus der ursprünglichen Grube Ritter St. Georg und wurde ab 1548 abgeteuft.
Zum Ende des 16. Jahrhunderts wurde über diesen Schacht der Glückswardstollen getrieben, der zuvor östlich von Wildemann begonnen worden war. Dieser Wasserlösungsstollen sollte die Bewetterung der bei Wildemann entstehenden Gruben verbessern und insbesondere anfallendes Grubenwasser abfließen lassen.
Ab 1721 wurde der Schacht von der Grube Neuer St. Joachim betrieben.
Zwischen 1800 und 1817 erfolgte die Erweiterung des Tiefen-Georg-Stollens in Richtung Wildemann, der in einer Teufe von 143 Lachtern (275 Meter) an den Schacht angeschlossen wurde. Das Teilstück zum Johanneser Schacht hatte eine Länge von 304 Lachtern (585 Meter) und bis zum Charlotter Schacht 162 Lachter (312 Meter).
Anschließend wurde im Zuge einer Betriebsbeschränkung noch 1817 der Betrieb der Grube Neuer St. Joachim eingestellt. Bis zu diesem Zeitpunkt war der Haus Sachsener Schacht um 34 Lachter (65 Meter) unter die Sohle des Tiefen-Georg-Stollen seiger abgeteuft worden.
1819 war der Adolfstollen, ein Nebenstollen des 19-Lachter-Stollen, mit dem Haus Sachsener Schacht durchschlägig. Er wurde als Förderstollen benutzt, um gefördertes Erz zu den Pochwerken oberhalb von Wildemann zu transportieren. Hierzu wurde ein Schienenweg angelegt, der es ermöglichte, den 750 Lachter (1443 Meter) langen Weg innerhalb von 8 Minuten mit einem englischen Wagen zurückzulegen. Dieser Wagen wurde von einem Mann bedient, der im Notfall die Bremse betätigte. Ein Wagen fasste 11 Ctr. (grob 550 kg) und wurde während einer 8-Stunden-Schicht 16 Mal zwischen dem Haus Sachsener Schacht und Mundloch des 19-Lachter-Stollens bewegt. Die Steigung pro Lachter betrug ca. 1,3 Zoll (grob 1,6 cm pro Meter).
Im Zuge der Auffahrung des Ernst-August-Stollens musste der Haus Sachsener Schacht instand gesetzt und um weitere knapp 25 Lachter (48 Meter) abgesenkt werden. Damit ergab sich ein Höhenunterschied von 59 Lachtern (114 Meter) zwischen dem Tiefen-Georg-Stollen und Ernst-August-Stollen in dem Schacht. Zu diesem Zeitpunkt (1849) verfügte der Haus Sachsener Schacht über ein Kehrrad über Tage und ein Kunstrad unter Tage, welches nach 1805 eingebaut worden war und zwischen dem 19-Lacher-Stollen und 13-Lachter-Stollen eingebaut war.
1853 hatte der Schacht seine finale Teufe von 189 Lachtern (zirka 360 Meter) erreicht. Der Schacht wurde über einen 13 Lachter (25 Meter) langen Querschlag mit dem Ernst-August-Stollen verbunden. Im Juni 1864 erfolgte der letzte Durchschlag des Ernst-August-Stollen zwischen dem Haus Sachsener Schacht und dem Blindschacht Ernst-August. Dieser Stollenabschnitt zwischen beiden Schächten hatte eine Länge von 445 Lachtern (856 Meter), während es bis zum Schreibfeder Schachte der Grube Regenbogen 859 Lachter (1653 Meter) waren.
1880 wurde der Betrieb der Grube Neuer St. Joachim und somit auch des Haus Sachsener Schachtes eingestellt.

## Geförderte Erze
Primär förderte man silberhaltigen Galenit (Bleiglanz). Dabei gewann man auf 33 Pfund Blei ein Lot Silber. Dies bedeutete, dass man knapp 1 Tonne Bleierz förderte, damit man 1 kg Silber erhielt. Dieses Verhältnis war verglichen mit anderen Gruben in dem Bereich eher ungünstig.
Außerdem wurde Hornstein, Baryt (Schwerspat), Anglesit (Vitriolbleierz) sowie Cerussit (Weißbleierz), Malachit, Quarz und feinkörnige Grauwacke gefördert.

## Kosten
1849 waren für die Instandsetzung des Schachtes und die anschließende Absenkung vom Niveau des Tiefen-Georg-Stollens auf den neuen Ernst-August-Stollen 11.474 Reichstaler eingeplant.

## Johanneser Kurhaus
1893 wurde im Bereich des Zechenhauses das Johanneser Kurhaus von Wilhelm Gregs errichtet. Das Zechenhaus wurde 1897 abgerissen. Das vornehme Kurhaus wurde 1917 im Ersten Weltkrieg als Lazarett verwendet und 1920 von der Familie Gregs an die Wohlfahrtsgesellschaft für das Tabakgewerbe zum Verpachten verkauft. Die weitere Entwicklung des Kurhauses muss noch erforscht werden. Schließlich wurde es 1969  abgerissen.
Seit 1991 gehört das Gelände zu dem Naturschutzgebiet Johanneser Bergwiesen.